# Wilfredo Alvarado
Wilfredo José Alvarado Lima (Acarigua, 4 de outubro de 1970) é um futebolista venezuelano. Atualmente defende o Llaneros de Guanare.

## Carreira em clubes
Sua carreira foi iniciada tardiamente, em 1999, no Deportivo Táchira, tendo uma segunda passagem pelos aurinegros entre 2004 e 2005. Jogou ainda por Nacional Táchira, Deportivo Italia (atual Deportivo Petare), Anzoátegui, Maracaibo e Portuguesa, antes de assinar com o Llaneros em 2007, seguindo na agremiação desde então.

## Seleção
Pela Seleção Venezuelana de Futebol, Alvarado disputou 36 jogos entre 1997 (quando ainda era atleta amador) e 2008, marcando dois gols.
Disputou a Copa América de 2001, única competição internacional em sua carreira, não tendo sido convocado para as edições de 1999, 2004 e 2007.